# Хімки (баскетбольний клуб)
«Хі́мки» — професійний баскетбольний клуб, що базується у місті Хімки Московської області Росії, виступав у Євролізі та Єдиній лізі ВТБ. Клуб засновано у 1997 році.

## Досягнення
- Володар Кубка Європи — 2012, 2015
- Чемпіон Єдиної Ліги ВТБ — 2011
- Володар Кубку Росії — 2008
- Срібний призер чемпіонату Росії — 2006, 2008—2013, 2015
- Бронзовий призер чемпіонату Росії — 2007
- Срібний призер Промо Кубку Єдиної Ліги ВТБ — 2008
- Срібний призер Єдиної Ліги ВТБ — 2015

## Домашня арена
Домашні ігри проводить у Комплексі баскетбольного центру «Хімки» який включає у себе кілька об'єктів інфраструктури, передусім місткістю 3500 глядачів. Збудований у 2005 році, загальна площа 11 795 м². Баскетбольний центр «Хімки» — спортивний комплекс Московскої області.